# Distretto di Mberengwa
Il distretto di Mberengwa, conosciuto in precedenza come Distretto di Belingwe, è uno degli 8 distretti che compongono la Provincia delle Midland, in Zimbabwe. È composta da altri 4 sub-distretti : Mberengwa Nord, Sud, Est, Ovest. Confina a nord con il distretto di Zvishavane, a sud con i distretti di Neshuro e Chikombedzi, a ovest con il distretto di Gwanda.
Il distretto ha una popolazione complessiva di 208.458 abitanti che lo portano a rappresentare l'11,5% della popolazione provinciale.